# Азиатские буйволы
Азиатские буйволы (лат. Bubalus) — род азиатских буйволов из семейства полорогих млекопитающих подотряда жвачных, описанный Чарлзом Гамильтоном Смитом в 1827 году. Вместе с близким родом африканских буйволов (Syncerus) составляет подтрибу Bubalina. По мтДНК Bubalus и Sincerus разделились 7,26 млн лет назад.
Длина тела 100–290 см, хвоста 15–90 см, высота в холке 62–180 см, масса 150–1200 кг. Туловище массивное, шея короткая, ноги сильные. Голова крупная, удлинённая; на передней части верхней губы выделяется голое и влажное «носовое зеркало». Самцы крупнее самок, и у них более длинные рога. Волосяной покров низкий или средней длины, мягкий или грубый, иногда частично отсутствует. Окраска спины от тёмно-бурой и тёмно-серой до чёрной. Хвост длинный, с кистью волос на конце.
Род азиатских буйволов подразделяют на два подрода: азиатский буйвол (Bubalus) и аноа (Anoa), включающий 3 вида: аноа (Bubalus depressicornis), горный аноа (Bubalus quarlesi) и тамарау (Bubalus mindorensis), которых иногда выделяют в отдельный род.
Распространены в Южной и Юго-Восточной Азии. Живут в лесах и густых зарослях; предпочитают болотистые местообитания. Благодаря широким копытам легко перемещаются по топкому грунту; хорошо и далеко плавают.
Основу рациона азиатских буйволов составляет растительная пища: листья, ветки, плоды, сочные травянистые и водные растения. Держатся семейными группами (аноа) или стадами (азиатский буйвол). Самка приносит обычно одного детёныша. Продолжительность жизни азиатских буйволов до 25–30 лет. Азиатский буйвол был приручён в 3-м тысячелетии до н. э.; его домашние породы широко распространены по всему миру; используется в качестве тягловой силы и как молочный скот. В результате антропогенного изменения ландшафтов сохранились лишь малочисленные популяции диких азиатских буйволов. Все виды буйволов внесены в Красную книгу МСОП.

## Виды
| Изображение | Научное название                                           | Распространение                                    |
| ----------- | ---------------------------------------------------------- | -------------------------------------------------- |
|             | Домашний азиатский буйвол (Bubalus bubalis Linnaeus, 1758) | Индийский субконтинент, Юго-Восточная Азия и Китай |
|             | Дикий азиатский буйвол (Bubalus arnee Kerr, 1792)          | Индийский субконтинент и Юго-Восточная Азия        |
|             | †Bubalus cebuensis Croft et al., 2006                      | Остров Себу на Филиппинах                          |
|             | Аноа (Bubalus depressicornis C. H. Smith, 1827)            | Остров Сулавеси в Индонезии                        |
|             | †Bubalus teilhardi A.T. Hopwood, 1925                      | Тайвань                                            |
|             | Тамарау (Bubalus mindorensis Heude, 1888)                  | Остров Миндоро на Филиппинах                       |
|             | Горный аноа (Bubalus quarlesi Ouwens, 1910)                | Остров Сулавеси в Индонезии                        |